# Juan Vicente Gómez
Juan Vicente Gómez Chacón  (Hacienda La Mulera, Táchira, 24 de julio de 1857-Maracay, Aragua, 17 de diciembre de 1935) fue un dictador, político y militar venezolano que gobernó de manera autoritaria su país desde 1908 hasta su muerte en 1935, en el período conocido como gomecismo.
Fue vicepresidente durante la dictadura de Cipriano Castro. Tras organizar un golpe de Estado en contra de él, se hizo con el poder en 1908. Su logro más notorio fue la conformación del Estado moderno en Venezuela, la eliminación de los caudillos criollos y casi un siglo de guerras civiles, además de lograr la cancelación de las deudas de la nación. Sus detractores lo llamaban «el bagre», apodo de los lugareños tachirenses.
Su gobierno siempre pretendió mantener una fachada constitucional y democrática, valiéndose de cortas presidencias títeres como las de Victorino Márquez Bustillos y Juan Bautista Pérez, y de sucesivas enmiendas a la constitución que le permitían quedarse en el poder directa o indirectamente y controlar la administración del país a su voluntad.

## Primeros años

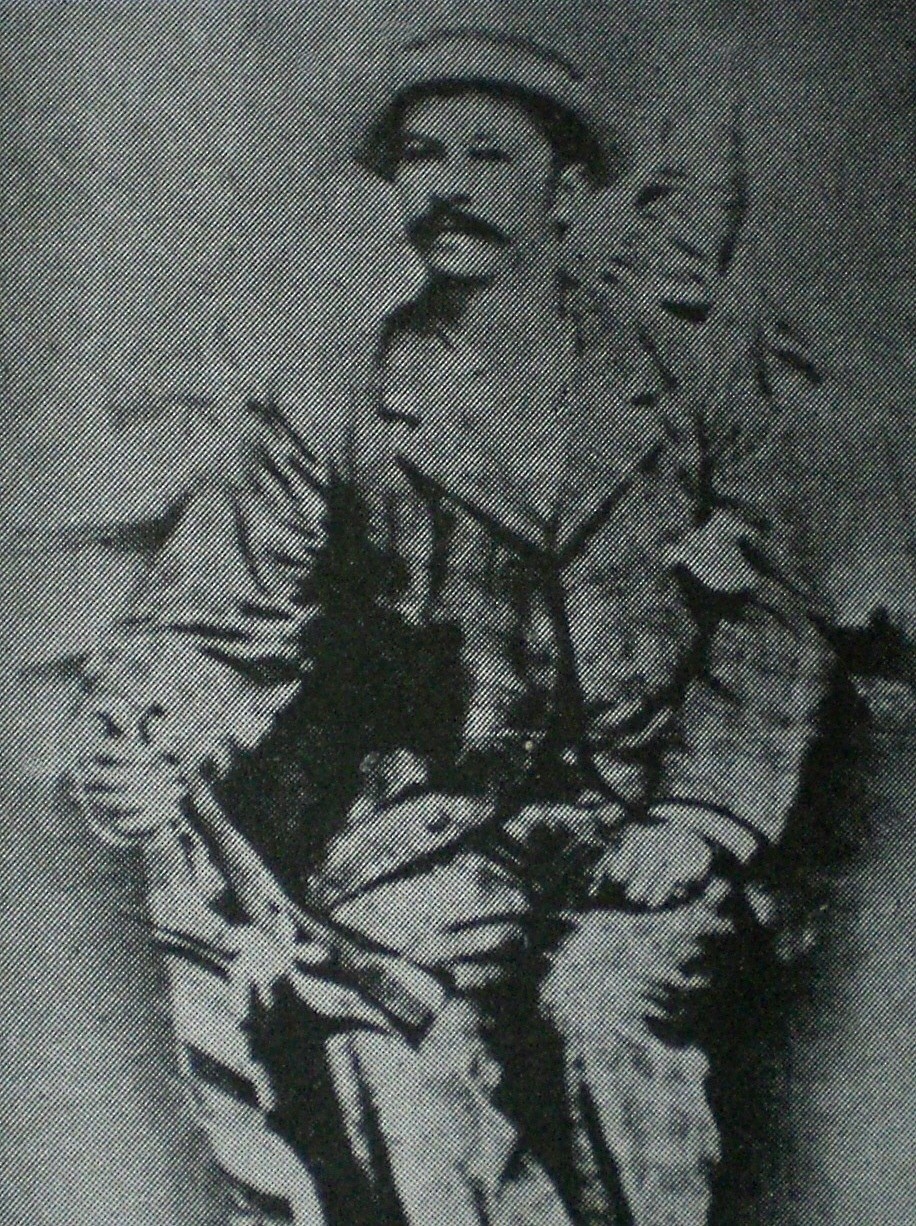
Juan Vicente Gómez en 1899.

Juan Vicente Gómez nació en una familia numerosa. Sus padres fueron Pedro Cornelio Gómez (1835-1883) y Hermenegilda Chacón Alarcón (1836-1918).

## Carrera militar
En 1880, conoció a al que sería su gran compañero de armas y amigo, el coronel Cipriano Castro. Junto a este, Juan Vicente Gómez se formó como militar en tres importantes campañas. La primera de ellas ocurrió en el contexto de la llamada Revolución Legalista (1892) encabezada por Joaquín Crespo en contra del presidente Raimundo Andueza Palacio, durante la cual Gómez ingresó en el Estado Mayor del ejército de Castro como coronel y encargado de la logística en la lucha contra los revolucionarios. Con el triunfo de estos, ambos fueron exiliados a Colombia.

## Carrera política

### Vicepresidente
En 1899, Juan Vicente Gómez siguió a Castro, en calidad de general y segundo jefe expedicionario, en su fructífero intento de tomar la plaza de Caracas bajo la bandera de la Revolución Liberal Restauradora. El trayecto, iniciado en Táchira, atravesó Mérida, Trujillo, Lara, Yaracuy y Carabobo, y culminó el 22 de octubre en la ciudad capital. A Gómez le tocó ejercer, a partir de entonces, varios cargos de índole militar y administrativo, tanto en Caracas como en Táchira, hasta que la Asamblea Constituyente propuesta por el nuevo gobierno Restaurador lo nombró, en febrero de 1901, segundo vicepresidente de la República, siendo Cipriano Castro nombrado presidente y Ramón Ayala primer vicepresidente.

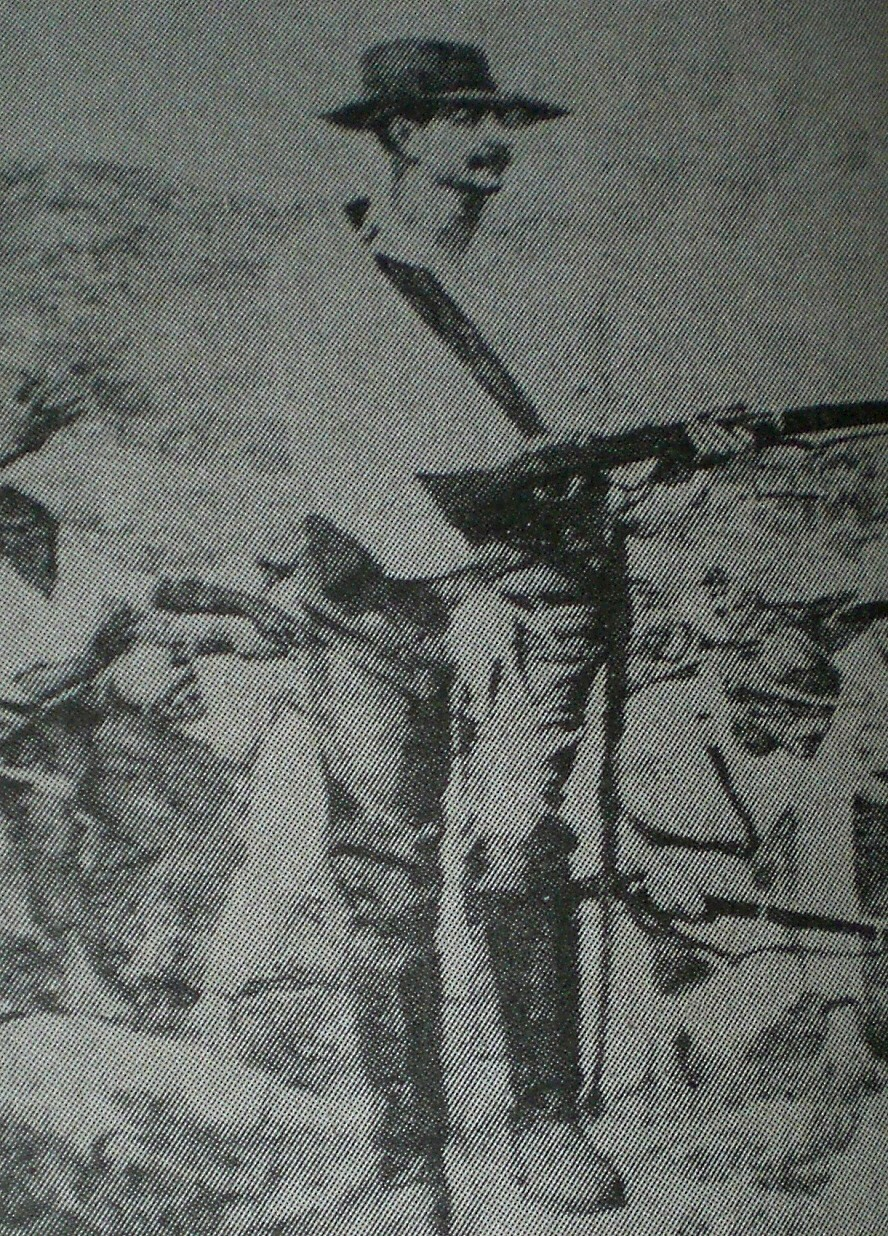
Juan Vicente Gómez en la Batalla de Carúpano de 1901.

La astucia y tenacidad mostrada por Gómez en la campaña contra la llamada Revolución Libertadora (1901-1903) lo que acrecentó su fama y le valió el sobrenombre de "El Pacificador". Durante esta contienda, estuvo a la cabeza de los ejércitos nacionales, y cuando le tocó hacerlo, ejerció de "Presidente encargado de la República de Venezuela". Pero, el triunfo militar hizo a Gómez tan popular que Castro empezó a temer que intentara derrocarlo, Castro pone su lealtad aprueba durante La Aclamación. Sin embargo, se mantuvo impasible ante las sospechas de Castro respecto a su supuesta conspiración y esperó el momento preciso para lograr tomar el poder.

#### Golpe de Estado de 1908
En noviembre de 1908 Castro debió abandonar el país por razones de salud, y Gómez quedó en ejercicio de la presidencia provisional. El 19 de diciembre del mismo año, bajo el pretexto de un supuesto atentado que quisieran hacerle los aliados de Castro a su instancia, Gómez llevó a cabo un golpe de Estado. Tomó así el poder, que conservaría hasta su muerte, 27 años después. El 27 de diciembre de 1908 anclaron en el puerto de La Guaira tres buques de guerra norteamericanos. Eran los cruceros North Carolina, Maine y Des Moines, que traían a William I. Buchanan, enviado 
especial del Secretario de Estado Elihu Root.

### Dictadura de Juan Vicente Gómez

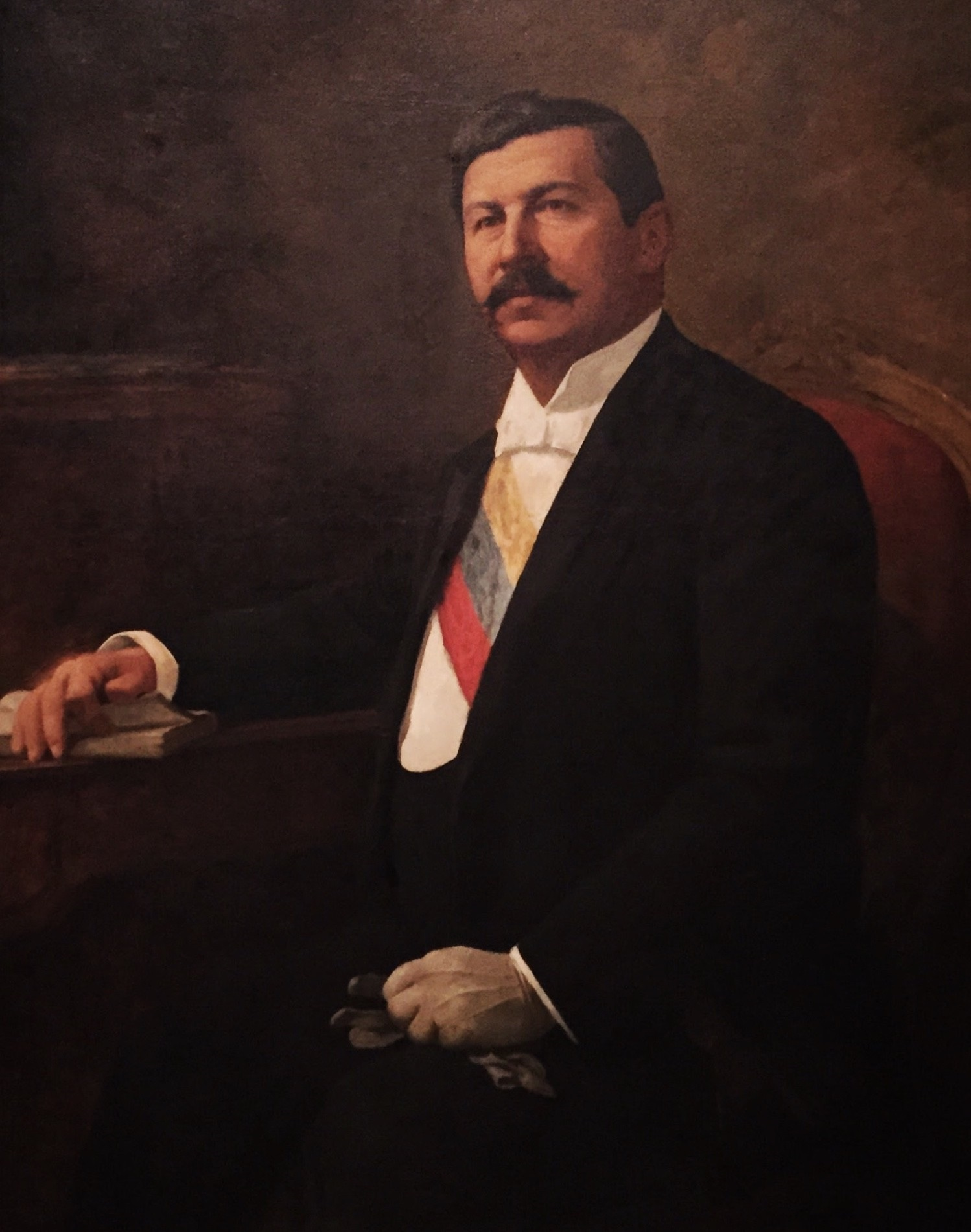
Retrato de Gómez por Antonio Herrera Toro (1911).

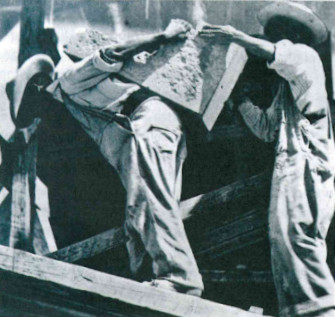
El trabajo forzado fue usado durante el gomecismo para la construcción de obras públicas y carreteras

Inicialmente, Gómez emprende su mandato concediendo libertad a presos políticos y restableciendo la libertad de prensa; sin embargo, desestimó disolver el Congreso Nacional y convocar a una asamblea constituyente, petición que entonces gozaba de bastante popularidad. No obstante, el historiador Elías Pino Iturrieta sostiene que en realidad a pesar de esta aparente fachada de libertades que Gómez promovía, existieron casos tempranos de represión a la prensa y a ciertos sectores políticos, pero sí admite que a partir de 1913 la represión se exacerbó, año en que Gómez decide mantenerse en el poder.
Para 5 de agosto de 1909 el Congreso Nacional pone en marcha una reforma constitucional que limita el período presidencial a 4 años y se establece un período presidencial provisional hasta el 19 de abril de 1910, día en que dicha reforma entraba en vigencia. De esta manera, Gómez no fue formalmente presidente hasta 1910, cuando fue elegido por el Congreso. Para mantener las apariencias, su presidencia fue «interrumpida» de 1914 a 1922 y de 1929 a 1931 por otros gobiernos que obedecieron sus órdenes. Durante este tiempo actuó como comandante en jefe de las Fuerzas Armadas. Aunque a Gómez le correspondía cumplir un período constitucional de 1910 a 1914, en 1913 decide mantenerse en el poder, lo que ocasionó una crisis política. Sin embargo, Gómez logra suspender el proceso electoral previsto para ese momento alegando una supuesta invasión por parte de Cipriano Castro.
En 1914, Gómez logra el continuismo mediante una reforma de la Constitución, en la cual establece un presidencialismo en dos figuras: un Presidente Electo y Comandante en Jefe del Ejército, Juan Vicente Gómez; y un Presidente Provisional con funciones administrativas, Victorino Márquez Bustillos. La carta magna también indica un período presidencial de siete años, permite la reelección del primer magistrado; suprime el Consejo de Gobierno y aumenta la duración de las penas. 
Una de sus principales preocupaciones fue la de restablecer el crédito internacional paralizado en tiempos de su predecesor, para lo cual volvió a otorgarle a la compañía americana reconocida como: New York & Bermúdez Company, la concesión por cincuenta años de la explotación de asfalto de Guanoco que había suspendido Castro. Además de lograr regenerar la confianza del mundo exterior en Venezuela, y de restablecer las relaciones diplomáticas rotas por Castro, la actitud benevolente de Gómez hacia las inversiones extranjeras perseguía aumentar los ingresos fiscales para hacerle frente a las obligaciones contraídas por los gobiernos anteriores.
Conociendo el potencial petrolero de Venezuela, el régimen gomecista se definió un marco legal por medio del cual se entrega gran parte del territorio nacional en concesiones, de acuerdo a los intereses de los consorcios petroleros internacionales. Las inversiones extranjeras en el país que se habían iniciado en la época de Antonio Guzmán Blanco, y que tuvieron tropiezos durante el gobierno de Cipriano Castro, resultaron generosamente favorecidas por el régimen Gomecista. Durante la pandemia de gripe de 1918 en Venezuela, Gómez se retiró a su hacienda por tres meses. También prohibió a la prensa hablar sobre la gripe.
En 1920, el Congreso promulgó, bajo la asesoría del ministro de Fomento Gumersindo Torres, la primera Ley de Hidrocarburos que aumentó las rentas superficiales y permitía a los propietarios obtener concesiones, incrementó el área de las reservas nacionales y disminuyó considerablemente la lista de artículos de libre importación por las compañías petroleras; las cuales protestaron dicha medida ante el propio general Gómez. Por tal motivo, con base en determinadas inconsistencias en el texto legal, más la negativa a adquirir derechos particulares, las empresas actuaron concertadamente hasta lograr la sanción de una nueva Ley de Hidrocarburos el 2 de junio de 1921 y otra, más condescendiente aún, el 9 de junio de 1922. Luego de esto, Torres fue removido del Ministerio de Fomento.

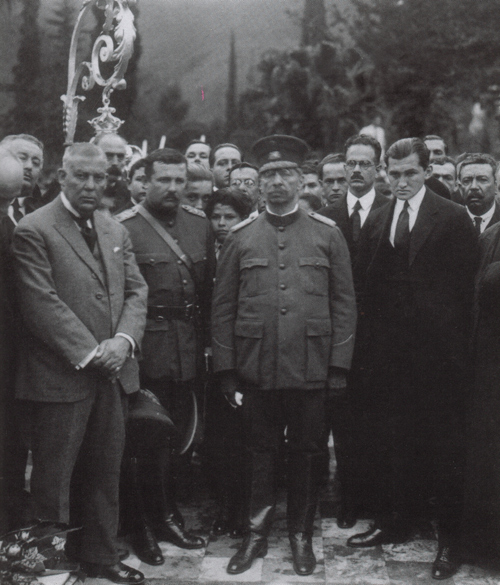
Juan Vicente Gómez en el entierro de Juan Crisóstomo Gómez. A su lado a la izquierda esta su hijo José Vicente Gómez Bello.

Para ocupar los nuevos cargos son elegidos como primer vicepresidente su hermano el general Juan Crisóstomo Gómez y su hijo José Vicente Gómez Bello como segundo vicepresidente. El pueblo venezolano llamaba a Juan Crisóstomo Gómez en vez de General, "Don Juancho" o simplemente "Juancho", este a pesar del cargo que ostenta sigue ejerciendo las funciones de Gobernador del Distrito Federal. Entre hermanos se abre un abismo de rivalidad con la enfermedad del dictador. El país se divide entre "Vicentistas" y "Juanchistas" hasta el extraño asesinato de Juan Crisóstomo Gómez.
En 1922 reforma el Código Civil de Venezuela. Durante ese tiempo en la ciudad de Nueva York, se fundan como opción de enfrentamiento al gomecismo algunos “partidos políticos” liderizados fundamentalmente por viejos generales, algunos de tendencia liberal; y otros de tendencia nacionalista. Entre estos -supuestos partidos podemos mencionar a. La Nueva Venezuela, Unión Patriótica, Sociedad Patriótica, Partido Republicano y Unión Republicana Venezolana.

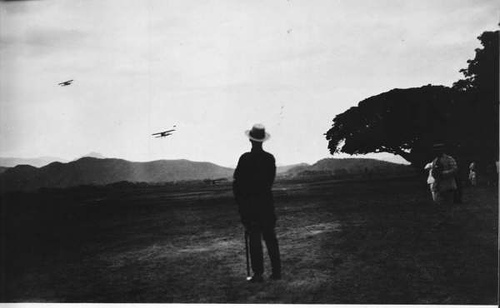
Gómez observa un aeroplano en Maracay, 1930, foto de Luis Felipe Toro "Torito".

1929 fue caracterizado por el devastador terremoto de Cumaná del 17 de enero, el descalabro de la Bolsa de Nueva York y por varias acciones subversivas con el objeto de derrocar al régimen gomecista. En París el general Román Delgado Chalbaud organiza con exiliados un movimiento revolucionario en el que se involucran en Venezuela los generales José Rafael Gabaldón, Emilio Fernández y Eleazar López Contreras, este último jefe de la guarnición de Caracas. El 28 de abril el general Gabaldón dando por descontado que los generales Fernández y López Contreras tomarían parte en el alzamiento, se levanta en armas en su hacienda “Santo Cristo” desde donde logra ocupar Boconó, Guanare, El Tocuyo y Biscucuy. No obstante, pese a sus esfuerzos, Gabaldón es progresivamente aislado por las fuerzas del general José Antonio Baldó, presidente del estado Portuguesa, por lo que decide entregarse siendo enviado al castillo Libertador de Puerto Cabello (1929-1935).

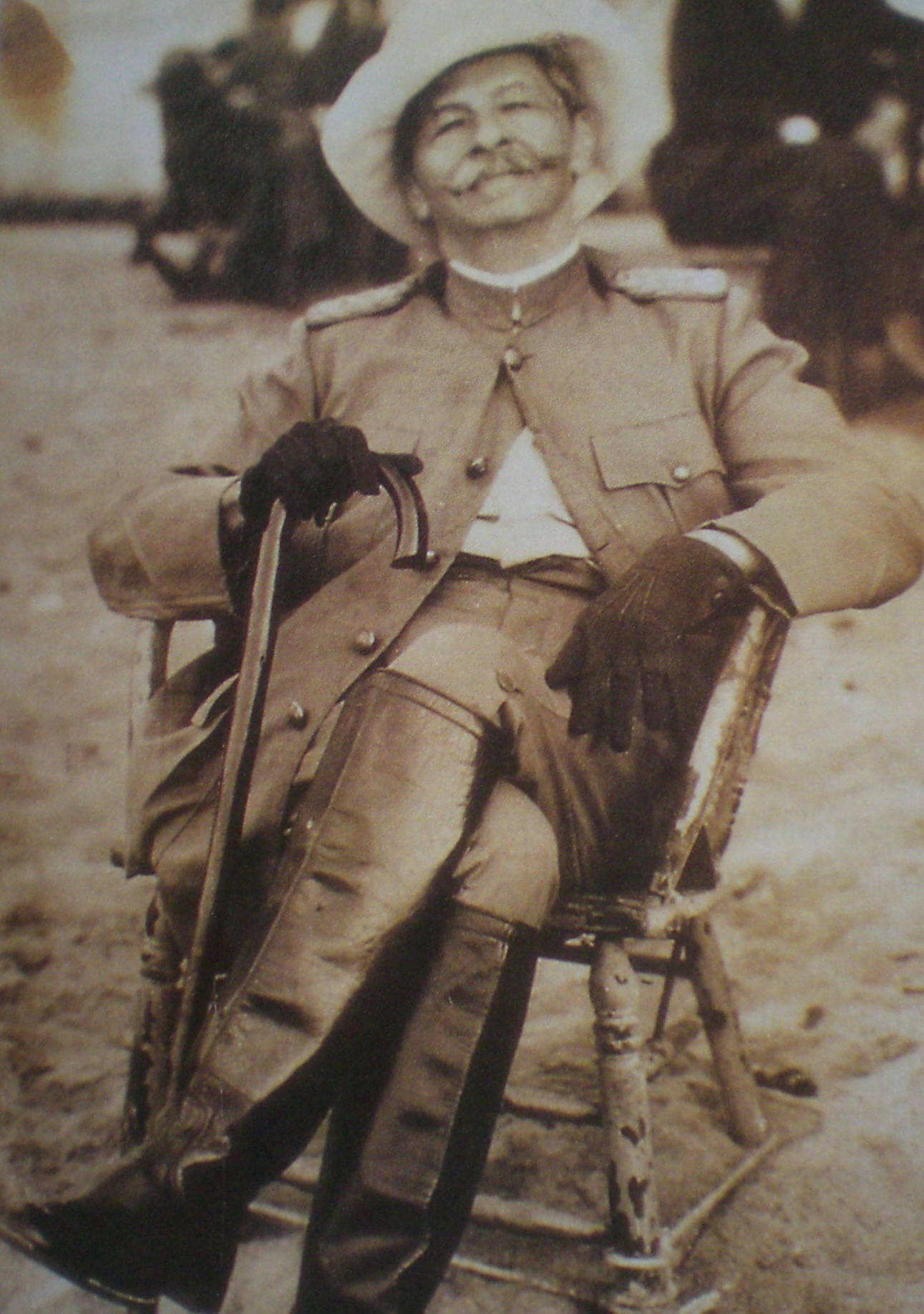
Gómez durante sus últimos años

Los generales Norberto Borges, Ramón Dorta, Euclides José Barroeta, se alzan en mayo del mismo año, en la parte central del país; para apoyar al general Gabaldón, pero luego de algunas escaramuzas, fueron derrotados y reducidos a prisión en  “La Rotunda”. El 8 de junio, el doctor Gustavo Machado y Rafael Simón Urbina asaltan el Fuerte Ámsterdam de la isla de Curaçao, se apoderan del vapor “Maracaibo” y se dirigen a la Vela de Coro con 150 combatientes, pero el hambre, la sed, y el desconocimiento de la sierra coriana, acaban con estas pretensiones, la mayoría murió, y otros fueron hechos prisioneros por las tropas gomecistas del general León Jurado. Machado y Urbina consiguen salir del país hacia Colombia.
En julio, el general Emilio Arévalo Cedeño -procedente de Colombia- se alza una vez más en su natal estado Guárico, pero es derrotado contundentemente en el sitio de “La Panchita”. Arévalo desde 1914, lanzaba proclamas soliviantando a la gente contra la dictadura de Gómez, su actuación más relevante fue cuando tomó San Fernando de Atabapo y ordenó fusilar al coronel Tomás Funes, terror de Río Negro, Territorio Amazonas, el 30 de enero de 1921.

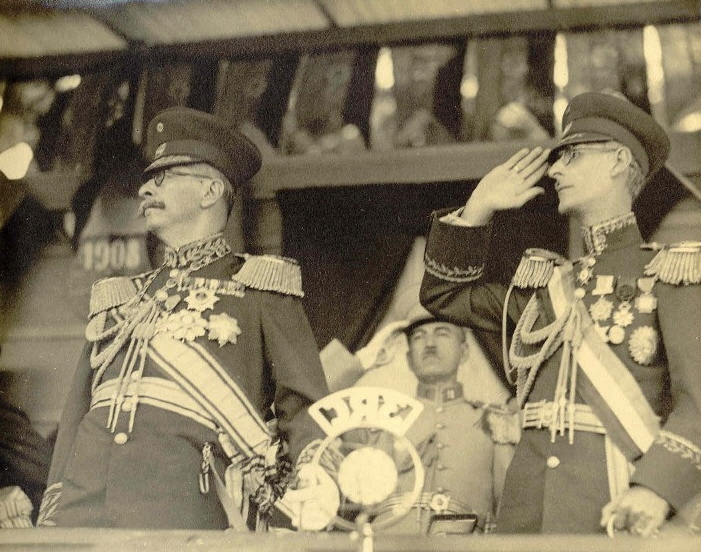
Juan Vicente Gómez y Eleazar López Contreras en 1934

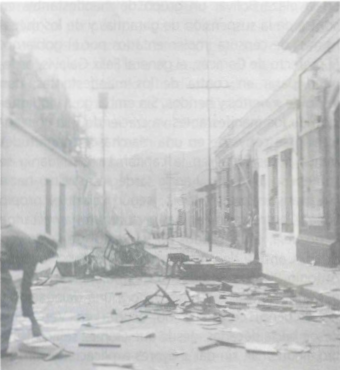
Saqueos después de la muerte de Juan Vicente Gómez, enero de 1936.

El 11 de agosto de 1929, en Cumaná tendrá lugar el final de la denominada Expedición del Falke, dirigida por el general Román Delgado Chalbaud el último esfuerzo bélico contra la dictadura de Gómez. Los revolucionarios provenientes de Dánzig (actual Polonia) desembarcan en Puerto Sucre, donde inmediatamente entraban en combate en las calles de Cumaná, muriendo en la acción el propio general Delgado Chalbaud y el presidente del estado Sucre el general Emilio Fernández. Poco después el Secretario de la expedición, el escritor José Rafael Pocaterra, abandona a bordo del Falke la costa cumanesa rumbo a la isla de Trinidad y arroja al mar el cuantioso parque traído desde Alemania, dejando a los invasores (los hermanos Francisco de Paula y Pedro Elías Aristeguieta confabulados con Delgado), para actuar desde tierra desprovistos de armas y pertrechos.

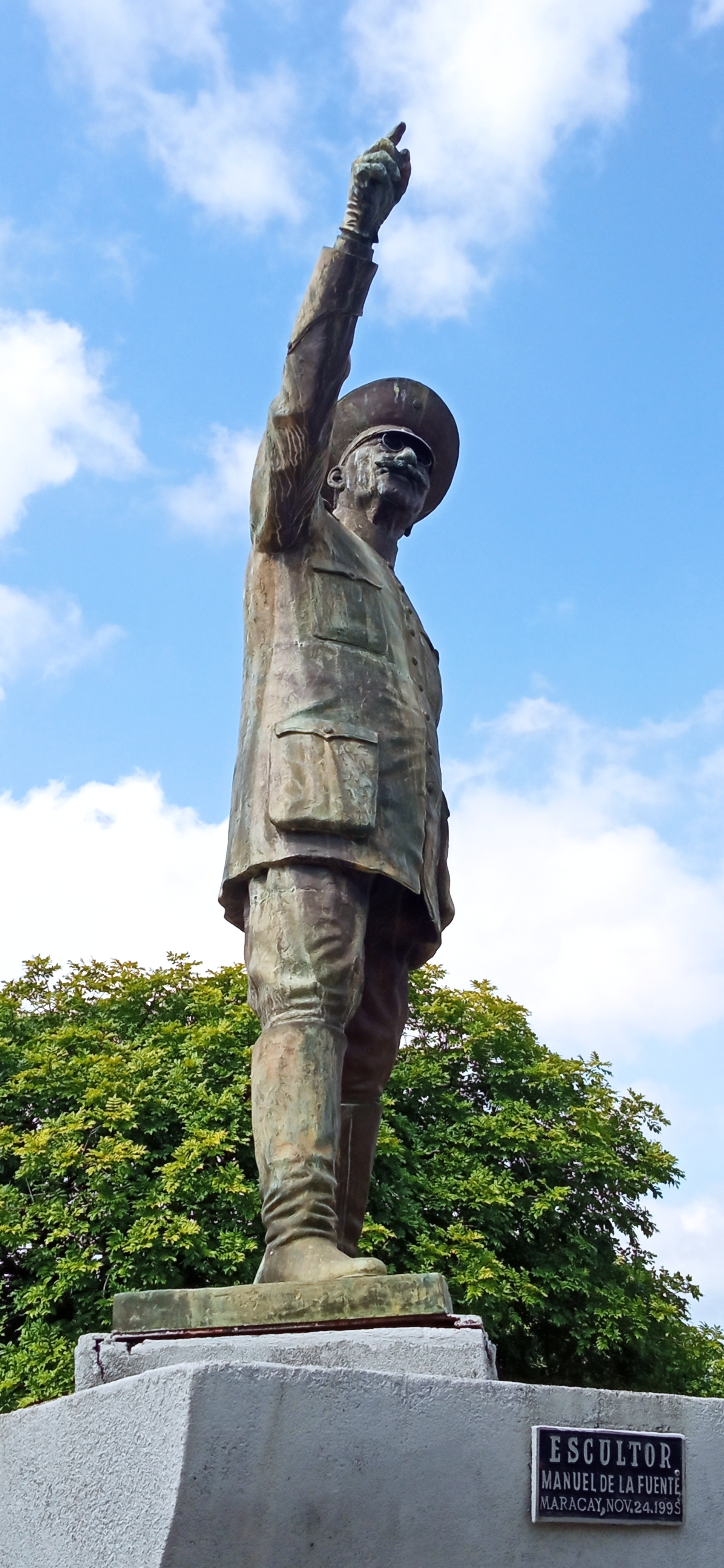
Estatua de Juan Vicente Gómez por Manuel de la Fuente en el Museo Aeronáutico de Maracay

En Norteamérica, el 29 de octubre de 1929 coincidió con el comienzo de la Gran Depresión, un periodo de declive económico en las naciones industrializadas, y tan solo unos meses después el 23 de mayo de 1930, el dictador informó al país que se había cancelado la totalidad de la deuda externa. “Venezuela está libre de deudas y no le debe a nadie”, afirmó tajante Gómez en mensaje a los ciudadanos de la nación. Con ello se salda la deuda de un siglo de guerras y revoluciones, pero también se libera el Benemérito, de la “horrenda pesadilla de deberle al extranjero”, según su testimonio.
En 1931 obliga a renunciar a Juan Bautista Pérez, por lo que se realizan las Elecciones presidenciales de Venezuela de 1931, en la cual gana sin prácticamente oposición para un periodo de 7 años, el cual no culminó por su muerte en 1935. Durante 27 años de dictadura, colaboró con la oligarquía terrateniente, reformó varias veces la Constitución con el objeto de dar legalidad a su accionar dictatorial, acalló la oposición política, suprimió las libertades de expresión y de prensa, las garantías judiciales e ilegalizó los partidos políticos.
El 17 de diciembre de 1935 se anunció la muerte en el poder de Juan Vicente Gómez como producto de un adenoma prostático complicado por un cáncer de próstata. A pesar de testimonios sobre la muerte de Gómez dos días previos, sus familiares y seguidores anunciarían la fecha el 17 de diciembre para que coincidiera con la fecha de la muerte de Simón Bolívar.
Durante su dictadura se llevaron a cabo importantes obras públicas. Creó las primeras aerolíneas del país, la Aeropostal y la Fuerza Aérea Venezolana. Encargó construir los primeros aeropuertos venezolanos: Aeropuerto Internacional «Grano de Oro» en Maracaibo, La Fría, Encontrados, Base Sucre (hoy, Aeropuerto Nacional Florencio Gómez en Maracay, estado Aragua), la Base Aérea Meteorológica Aragua (cuna y nacimiento de la aviación venezolana, posteriormente transformado en el Museo Aeronáutico), Porlamar (hoy, sede de la policía del municipio y sustituido por Aeropuerto Internacional Del Caribe), Aeropuerto Internacional Leonardo Chirinos en Coro, Aeropuerto Internacional San Antonio del Táchira, Aeropuerto Alberto Carnevalli en Mérida. Asimismo, se construyeron puentes, edificios de aduanas (como la Aduana Principal Terrestre de San Antonio del Táchira), las primeras terminales de pasajeros de líneas de autobuses extraurbanas y, con ello, se creó la primera línea de autobuses extraurbanos llamada Aerobuses de Venezuela o Aeropostal Buses de Venezuela. Se construyó también la famosa Carretera Trasandina, ruta que comenzaba en Las Adjuntas (cerca de la estación del Metro de Caracas) y finalizaba en la Aduana Principal Terrestre de San Antonio del Táchira. Gómez modernizó, profesionalizó e institucionalizó a las Fuerzas Armadas como la organización que es hoy en día.

## Vida personal
Juan Vicente Gómez nunca se casó.
Existieron dos parejas oficiales de Gómez, la primera, Dionisia Gómez Bello, con quien tuvo siete hijos: José Vicente Gómez Bello, Josefa María, Augusto Alí, Flor María, Graciela, Servilia y Gonzalo; y la segunda, Dolores Amelia Núñez de Cáceres, con quien tuvo ocho hijos: Juan Vicente, Florencio Gómez Núñez, Rosa Amelia, Hermenegilda, Cristina, Belén, Berta y Juan Crisóstomo. 
Gómez también fue padre de entre 63 y 73 hijos ilegítimos (algunos estudiosos afirman que fueron 99), muchos de los cuales recibieron puestos en la administración pública (junto con algunos de sus hijos legítimos), lo que le valió acusaciones de nepotismo.

## Distinciones y condecoraciones

Armas de Juan Vicente Gómez como caballero de la Real y Muy Distinguida Orden de Carlos III.

- Hay una estatua de Juan Vicente Gómez en el Museo Aeronáutico de Maracay.
- El Aeropuerto Internacional Juan Vicente Gómez recibió su nombre en 1993, el cual durante 2023 fue renombrado Aeropuerto Internacional General Cipriano Castro*.

### Condecoraciones nacionales
- Gran maestre y gran collar de la Orden del Libertador (1908-1913/1922-1929/1931-1935).
- Gran maestre y gran cruz de la Orden Francisco de Miranda (1908-1913/1922-1929/1931-1935).

### Condecoraciones extranjeras
- Caballero con collar de la Orden de Pío IX ( Santa Sede).[21]
- Gran cordón de la Orden de Leopoldo ( Bélgica).[cita requerida]
- Caballero gran cruz de la Orden de Carlos III ( España).[22]

- Caballero gran cruz de la Orden de Isabel la Católica ( España).[23]